# 中島凱斗
中島 凱斗（なかしま かいと、2000年11月9日 - ）は、日本のモデル、子役である。キャロットに所属している。

## 人物
モデルを中心として活動しており、2007年にフジテレビ系列テレビドラマ『SP』に主人公・井上薫の幼少役を演じる。

## 出演

### テレビドラマ
- SP（2007年 - 2008年、フジテレビ） - 井上薫（幼少） 役
- 太陽と海の教室 第1話（2008年7月21日、フジテレビ） - 根岸洋貴（幼少） 役
- GOLD（2010年7月 - 9月、フジテレビ） - 早乙女洸（幼少） 役
- LADY〜最後の犯罪プロファイル〜 第1話（2011年1月7日、TBS） - 国木田譲（幼少） 役
- スクール!! 第4・5話（2011年2月6日・13日、フジテレビ） - 田畑健 役
- 専業主婦探偵〜私はシャドウ 第4話（2011年11月11日、TBS） - 横沢伸一（幼少） 役
- 家族のうた 第4話（2012年5月6日、フジテレビ） - 池田大翔 役
- 仮面ライダーウィザード 第8・9話（2012年10月21日・28日、テレビ朝日） - 操真晴人（幼少） 役
- 半沢直樹（2013年7月 - 9月、TBS） - 半沢直樹（幼少） 役
- Dr.DMAT 第7話（2014年2月20日、TBS） - 五十嵐桂一 役
- 続・最後から二番目の恋（2014年4月 - 6月、フジテレビ） - 原田蒼太 役
- トレース〜科捜研の男〜 第3話（2019年1月21日、フジテレビ） - 虎丸周平 役
- 刑事ゼロ 第3話（2019年1月24日、テレビ朝日） - 夏富輝 役

### 映画
- SP THE MOTION PICTURE - 井上薫（幼少） 役
  - SP THE MOTION PICTURE「野望篇」（2010年10月30日公開）
  - SP THE MOTION PICTURE「革命篇」（2011年3月12日公開）
- 宇宙兄弟（2012年5月5日公開） - 南波日々人（幼少） 役
- 探偵はBARにいる2 ススキノ大交差点（2013年5月11日公開）
- タイガーマスク（2013年11月9日公開） - 伊達直人（幼少） 役

### CM
- スズキ・アルト 新・頑張ってるキミ編（2007年）
- 全国労働者共済生活協同組合連合会（全労済）（2008年）
- 味の素「たまごかけご飯 LOVES 宇宙兄弟」(2012年)
- 第一三共ヘルスケア 新ルルAゴールドDX「ポップアップ」篇(2013年)